# Малое Чураево
Малое Чураево — деревня в Кувандыкском городском округе Оренбургской области.

## География
Находится на левобережье Сакмары на расстоянии примерно 20 километров по прямой на север-северо-восток от окружного центра города Кувандык.

## Климат
Климат умеренно-континентальный. Времена года выражены чётко. Среднегодовая температура по району изменяется от +4,0 °C до +4,8 °C на юге. Самый холодный месяц года — январь, среднемесячная температура около −20,5…−35 °C. Атмосферных осадков за год выпадает от 300 до 450—550 мм, причём большая часть приходится на весенне-летний период (около 70 %). Снежный покров довольно устойчив, продолжительность его, в среднем, 150 дней.

## История
Основано в 1911 году башкирами, пострадавшими от пожара в селе Большое Чураево. Деревня имеет и другое — неофициальное имя: Ерекле (Зерекле), по речке — левому притоку Сакмары. До 2016 года входило в Ибрагимовский сельсовет Кувандыкского района, после реорганизации этих муниципальных образований в составе Кувандыкского городского округа.

## Население
Постоянное население составляло 42 человек в 2002 году (98 % башкиры), 26 в 2010 году.